# Merauke
Merauke – miasto w Indonezji na Nowej Gwinei w prowincji Papua Południowa, blisko granicy z Papuą-Nową Gwineą.
Leży na południowym wybrzeżu wyspy u ujścia rzeki Merauke do morza Arafura; 50 tys. mieszkańców (2006).
Ośrodek administracyjny prowincji Papua Południowa i dystryktu Merauke; port lotniczy Mopah; ośrodek turystyczny, w pobliżu park narodowy Wasur o powierzchni 414 tys. ha z wieloma unikatowymi gatunkami flory i fauny, jego największą atrakcją są ogromne kopce termitów; plaża Lampu Satu.
Siedziba rzymskokatolickiej archidiecezji Merauke.